# Вуль, Михаил Давидович
Михаи́л Дави́дович Вуль (1888—1938) — советский государственный деятель.

## Биография
Родился в 1888 году в городе Брацлаве Каменец-Подольской губернии в еврейской семье. Брат Ефима и Леонида Вулей.
Образование незаконченное среднее, член ВКП(б). В 1929 году был управляющим Среднеазиатской конторы Госбанка СССР. В период с 12.07.1932 по 15.10.1933 — председатель правления Всесоюзного кооперативного банка. В 1934 году работал председателем правления Московского народного банка в Лондоне.
9 декабря 1937 года был арестован по обвинению в участии в контрреволюционной террористической организации. Приговорён к расстрелу 7 февраля, расстрелян 8 февраля 1938 года в Бутово-Коммунарке.
28 апреля 1956 года М. Д. Вуль был посмертно реабилитирован определением Военной коллегии Верховного суда СССР.